# Balsa de la Chanata

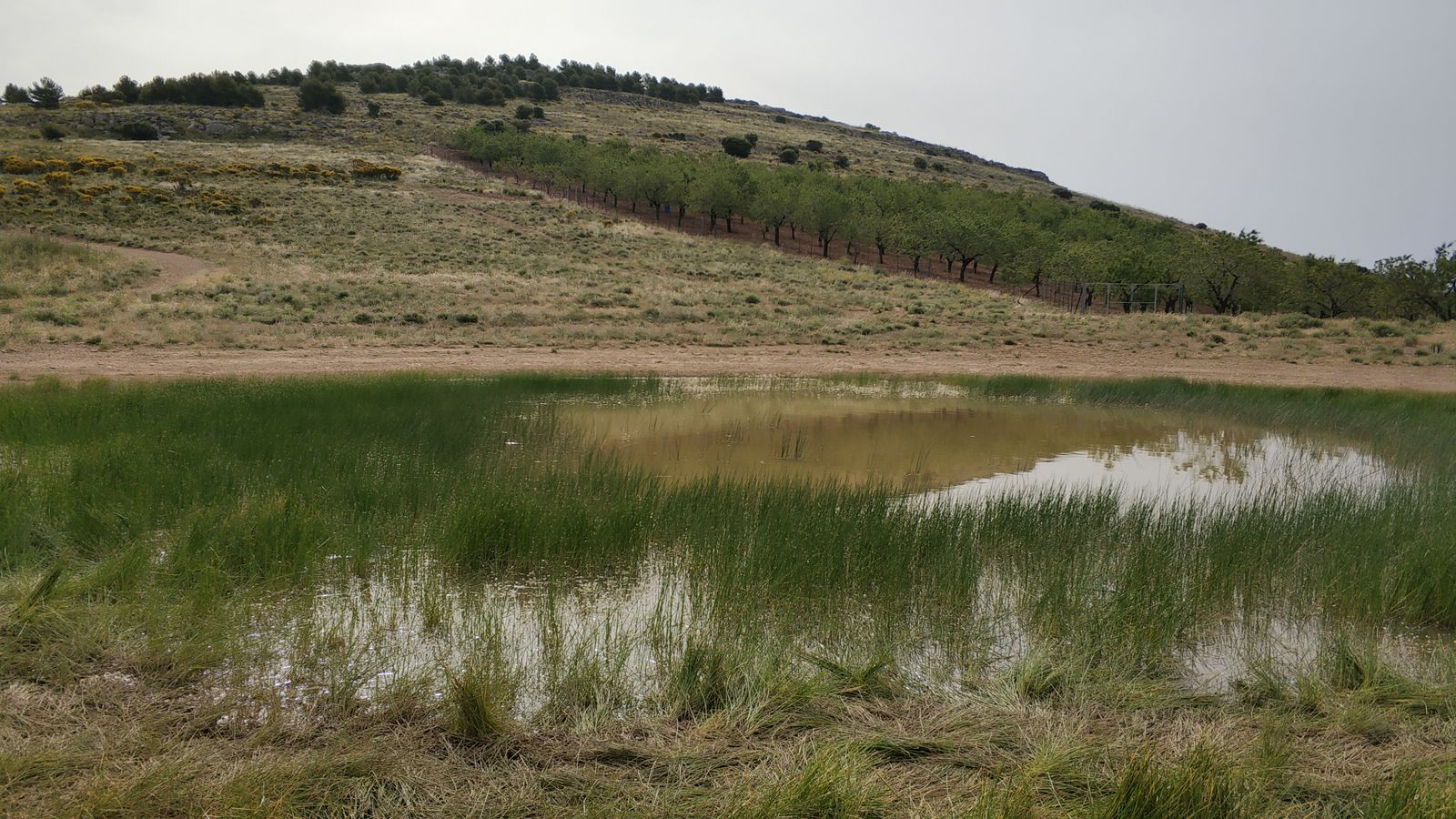
La Balsa de la Chanata vista de cerca

La Balsa de la Chanata es una laguna de montaña ubicada en la Sierra de Gádor, al sur de la provincia de Almería (España). Se encuentra a una altitud de 1423 m s. n. m., al pie del cerro Molinero. En ella confluyen los términos municipales de Enix, Felix, Instinción, Bentarique y Terque (estos dos últimos mediante exclaves).

## Descripción
Se encuentra en un cruce de caminos, y por ella pasa la Cañada Real de la Sierra de Gádor. Cuando tiene agua, puede llegar a tener hasta 40 metros de diámetro y 2 metros de profundidad. Por su ubicación geográfica, es frecuente que esté congelada en invierno y seca en verano.
Es posible acceder desde el Parque eólico de Enix o desde Felix, el pueblo más cercano; a través de pistas forestales de 10 y 17 km respectivamente.
Es un destino popular para los ciclistas de la zona, existiendo un club de ciclismo que lleva su nombre, el C.D. Chanata Bike. Todos los años se suele celebrar una cronoescalada ciclista desde Felix, organizada por este mismo club.
El 10 de enero de 2021 un motorista rescató a un perro que había quedado atrapado en el hielo de la laguna.